# Youcef Agal
Pour les articles homonymes, voir Agal.
Youcef Agal est un acteur français, né le 12 août 1991 à Alger, en Algérie.
En 2014, il décroche le rôle de Morad Hattab à la télévision dans la série à succès de France 3 Plus belle la vie.

## Biographie

### Enfance et formation
Youcef Agal naît le 12 août 1991 à Alger, en Algérie. Il grandit à Marseille, et se forme à l'école des beaux-arts tout en étudiant en parallèle le droit.. 

### Carrière
En 2013, Youcef Agal fait sa première apparition dans un clip de Bernard Lavilliers, tiré de son album Baron Samedi, Scorpion. Mais il commence sa carrière d'acteur en 2014 dans la série Plus belle la vie. On le retrouve en 2016, en tant que rôle principal dans le long métrage Le crime des anges, de Bania Medjbar . Puis en 2017, dans  L'atelier de Laurent Cantet, sélectionné au Festival de Cannes.
Cette même année 2017, il fait son retour à la télévision dans la série Alex Hugo. Les rôles s'enchaînent, jusqu'à rejoindre en 2021 pour TF1, le casting de la série quotidienne Demain nous appartient, dans laquelle il interprète le rôle récurrent de Nordine.

## Filmographie
Sauf indication contraire ou complémentaire, les informations mentionnées dans cette section proviennent de la base de données IBDb.

### Cinéma

#### Longs métrages
- 2017 : Le crime des anges, de Bania Medjbar
- 2017 : L'atelier, de Laurent Cantet

#### Courts métrages
- 2021 : Les Princes de la ville, de Victor Gomez
- 2021 : The Prison of Zarqa, de Ian Cardinali
- 2022 : Tariq, de Tewfik Snoussi et Youcef Agal

### Télévision

#### Téléfilms
- 2016 : L'Affaire de maître Lefort de Jacques Malaterre
- 2018 : Jusqu'à ce que la mort nous unisse, de Delphine Lemoine
- 2020 : Charlotte Link : The Decision, de Sven Fehrensen

#### Séries télévisées
- 2018 : Alex Hugo, de Nicolas Tackian et Franck Thilliez (1 épisode)
- 2020 : Ils étaient dix, d'Pascal Laugier (1 épisode)
- de 2014 à 2020 : Plus belle la vie, de Hubert Besson (7 épisodes)
- depuis 2020 : Demain nous appartient, de Nicolas Durand-Zouky : Nordine (rôle principal, 143 épisodes)
- 2022 : Cannes police criminelle de Camille Delamarre (1 épisode)